# Галерија грбова Фарских Острва
Галерија грбова Фарских Острва обухвата актуелни Грб Фарских Острва и грбове фарских градова.

## Актуелни Грб Фарских Острва
- Грб Фарских Острва

## Грбови фарских градова
- Грб Торсхавна
- Лого општине Рунавик
- Грб Ејди
- Лого општине Видарејди